# 孙敬良
孙敬良（1930年7月14日—2022年12月28日），山东掖县人，液体火箭发动机与运载火箭设计专家，中国工程院院士。

## 履历[2]
- 1958年，于原苏联莫斯科茹可夫斯基军事航空工程学院毕业。
- 1995年，当选中国工程院院士。